# Nota Sports Cars

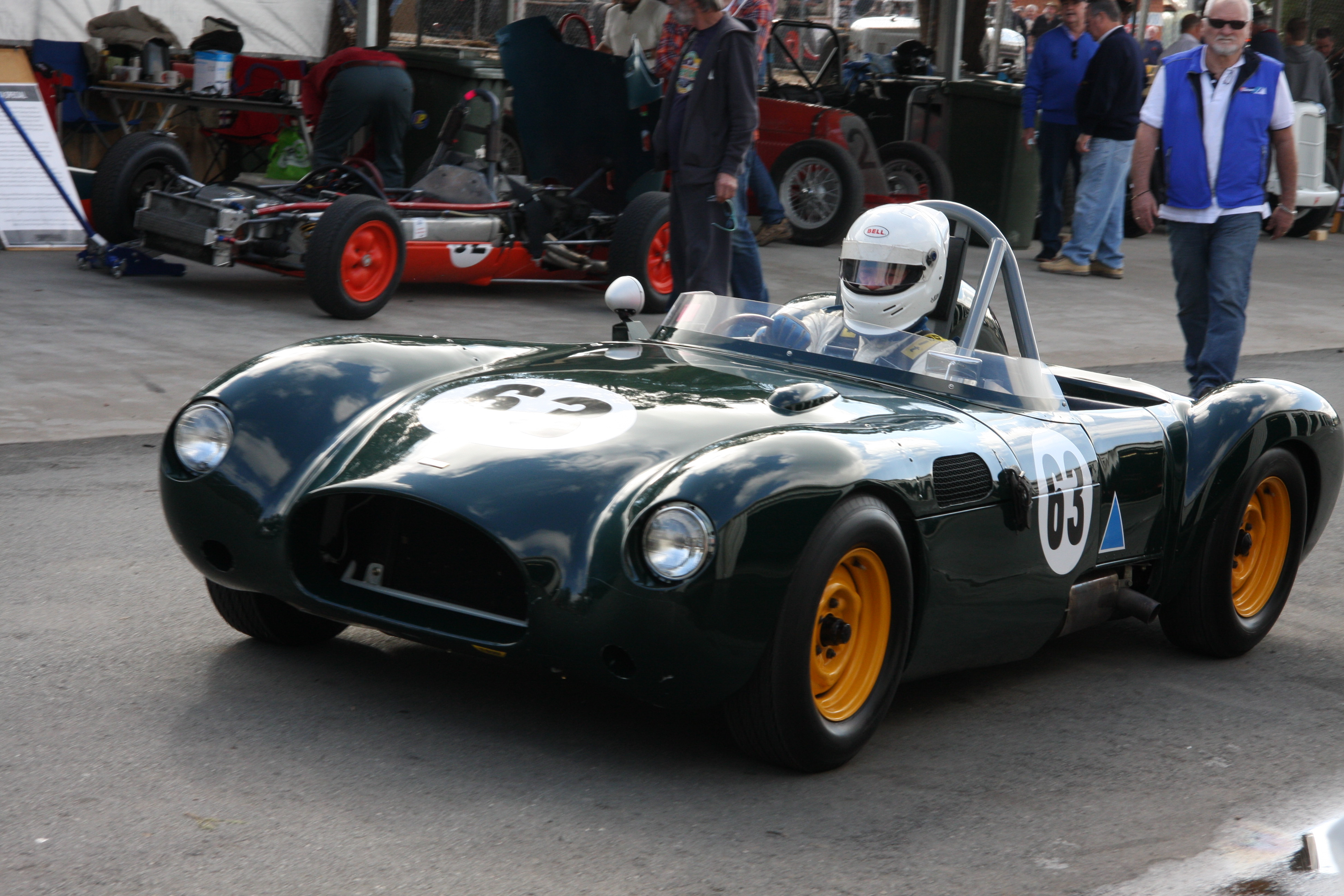
Veículo Nota Minx Streamliner de 1958 registrado durante o evento Historic Winton

A Nota Sports Cars é uma empresa montadora de automóveis da Austrália.

## História
A Nota Sports Cars foi fundada no ano de 1952 por Guy Buckingham, um ex aluno de engenharia areonáutica, que aplicou as noções de aerodinâmica que aprendeu nos carros que ele desenvolveu, sendo considerada a primeira empresa a desenvolver carros aerodinâmicos na Austrália.
Em 1958 a empresa fez uma série de carros esportivos com carrocerias feitas em alumínio, primeiramente chamados de "Streamliners", e mais tarde chamados de "Mazengarbs". Até o ano de 1960 somente onze haviam sido produzidos, um pouco antes nos anos cinqüenta a empresa produziu alguns exemplares para a fórmula juniores da Austrália. No ano de 1963 a Nota fez carros com motores menores mas ainda assim potentes, um dos modelos mais expressivos da empresa começou a ser produzido em 1967 este era o Nota Sapphire, otro veículo de grande sucesso da montadora foi o Nota Vee de 1965, ainda em sessenta fizeram uma réplica do Lotu 7 e mais outro sucesso o Nota Fang, com produção de 100 unidades. No ano de 1973 a Nota fecha um contrato para o fornecimento de peças e motores da empresa Marauder  e amplia a produção de seus veículos, sendo o primeiro a utilizar as peças da Marauder o modelo Nota Fang e o Nota Levanti teve o seu motor dianteiro trocado por um Marauder. Em 1975 o suprimento de motores Leyland 1275GT começaram a fracassar, fazendo a Nota contatar a FIAT para que lhe fornecessem seus motores, logo os carros da Nota já saíam de fábrica com os novos motores FIAT/Lancia.  Os motores eram de dois litros em linha, depois da metade dos anos setenta a Nota desenvolveu um modelo com tração integral (4x4), com motor central, mas infelizmente os motores Marauder deixaram de ser exportados pela Ford para a Austrália. Depois que um inglês chamado Chris Buckingham contratou os desenvolvedores de modelos da Nota, foi desenvolvido um Nota Fang com motor FL de três litros V6 muito bem acabados, similares ao do Nota Chimera. Para o ano de 2003 a Nota desenvolveu o Nota LeMans com um motor Suzuki GTi de 1300 a 1100 cilindradas, para o uso em estradas era fornecido com um motor Toyota VVTi de 1800 cilindradas e seis marchas seqüenciais e três litros V6.

## Modelos

### Modelos Antigos
- Nota FJ
- Nota Major
- Nota Sapphire
- Nota Fang

### Modelos Atuais
- Nota Levanti
- Nota LeMans
- Nota F1
- Nota Fang
- Nota Sportsman
- Nota Chimera

## Ligações Externas
- Sítio Oficial (em inglês)